# Huracán Irene
El huracán Irene fue un ciclón tropical que se originó al oeste del Atlántico norte, siendo la novena tormenta de la temporada de 2011 y la primera en alcanzar la categoría de huracán. 
El fenómeno se desarrolló a partir de una onda tropical de gran magnitud, que comenzó a desarrollarse al este de las Islas de Barlovento. Irene pasó cerca de Saint Croix, el día 21 de agosto, y continuó su avance por el océano Atlántico. Finalmente, tocó tierra en Puerto Rico con una fuerza cercana a la de un huracán, causando daños graves. Durante su paso por la isla adquirió definitivamente la intensidad de huracán, y el 24 de agosto, después de azotar al sureste de las Bahamas y las islas Turcas y Caicos, se convirtió en el primer huracán mayor de la temporada (categoría 3), en las inmediaciones de la isla Acklins. En la mañana del 27 de agosto, tocó nuevamente tierra en los Outer Banks de Carolina del Norte.A lo largo de su recorrido, Irene causó daños generalizados y al menos 45 muertes. Las pérdidas económicas fueron multimillonarias.

## Historia meteorológica
El 15 de agosto una onda tropical se movió desde la costa de África hacia el océano Atlántico. Presentaba una rotación ciclónica definida y una humedad tropical intensa. Se mantuvo constante durante los días siguientes mientras se desplazaba hacia el oeste, pasando por las islas de Cabo Verde. Presentaba convección significativa solamente al suroeste de su eje. Al alejarse del archipiélago, el desarrollo de tormentas y chubascos se mantuvo limitado, con una apariencia bastante extensa. El 19 de agosto la actividad convectiva comenzó a mostrar signos de organización mientras descendía la presión atmosférica, y al moverse el sistema hacia un entorno más favorable, la posibilidad de ciclogénesis se incrementó notoriamente. La fuerte actividad de tormenta continuó pronunciándose alrededor de la nueva área de baja presión y el 20 de agosto el Centro Nacional de Huracanes (CNH) de Estados Unidos señaló la inminencia de la formación de un ciclón tropical a medida que el sistema se aproximaba a las Antillas Menores. En la noche de ese mismo día, un avión de los Cazadores de huracanes confirmó la presencia de un pequeño centro de circulación en superficie al sureste de un sector de vigorosa convección y vientos inusualmente intensos, lo que constituía un indicativo de organización suficiente como para clasificar el centro de baja presión como la tormenta tropical Irene.
Se ubicó a Irene a unos 305 km al este de Dominica, alineada con un centro de alta presión en proceso de debilitamiento, que le induciría un desplazamiento general hacia el noroeste durante su trayectoria a través del mar Caribe oriental. En los niveles medios de la atmósfera, la circulación continuó mejorando y aparecieron indicios de bandas curvas hacia el norte del centro de la tormenta. El 21 de agosto el centro de superficie se reformó más próximo a la convección profunda mientras un anticiclón en altura —en los niveles altos de la atmósfera— proporcionaba un outflow o flujo de salida cada vez mayor sobre el ciclón. Con su estructura mejorada y en un ambiente de baja cizalladura vertical del viento y altas temperaturas superficiales del mar, se pronosticó que Irene se intensificaría a una magnitud cercana a la fuerza de huracán (>119 km/h) antes de tocar tierra en La Española. Durante todo el día siguiente, Irene se desplazó más hacia el norte de lo que se había proyectado inicialmente, rondando la isla de Saint Croix y dirigiéndose hacia Puerto Rico, donde experimentó un aumento considerable en la velocidad de circulación del viento, casi alcanzando la intensidad de huracán. Algunas horas más tarde, Irene tocaba tierra en las inmediaciones de Punta Santiago con vientos sostenidos de 110 km/h. A pesar de su interacción con el terreno alto de la isla, un ojo irregular se hizo evidente en las imágenes de radar. Además, los datos del radar Doppler indicaban velocidades del viento superiores a los 119 km/h. Consecuentemente, Irene fue ascendida al grado de huracán de categoría 1 en la Escala de Saffir-Simpson, convirtiéndose así en el primer huracán de la temporada, inmediatamente después de tocar tierra, es decir, sobre Puerto Rico. El fortalecimiento continuó algunas horas hasta alcanzar la categoría 2, con un pico de 160 km/h al norte de República Dominicana, mientras comenzaba a azotar las islas Turcas y Caicos, el día 23 de agosto. Durante el resto de ese día, Irene disminuyó nuevamente a categoría 1, para volver a intensificarse en las primeras horas del día siguiente, mientras mostraba un ojo irregular en las imágenes satelitales.
 Irene se movió erráticamente sobre aguas muy cálidas al pasar por el sureste de las Bahamas, donde se expandió mientras un muy buen outflow se establecía en altura: el ciclón se intensificó a la categoría 3, con vientos que llegaron hasta los 195 km/h, de modo que se convirtió en el primer huracán mayor de la temporada. El 25 de agosto, Irene comenzó un ciclo de reemplazo de la pared del ojo, lo que interrumpió su intensificación y lo debilitó levemente. La gigantesca tormenta, con más de 800 km de diámetro, desarrolló un ojo brevemente. Sin embargo, el huracán no pudo recuperarse del debilitamiento producido por el ciclo de reemplazo y comenzó a debilitarse mientras se acercaba a los Outer Banks de Carolina del Norte con categoría 1. A la hora 11:30 UTC, Irene tocó tierra al oeste del cabo Lookout con vientos de 145 km/h.

## Preparativos

### Las Antillas
En respuesta a la formación de Irene, se emitieron avisos para las islas de Barlovento y Puerto Rico. Inicialmente se proyectaba que la tormenta tocara tierra en La Española, y se emitieron avisos para la costa sur de la República Dominicana. Ante la inminente intensificación de Irene, se publicaron advertencias para la costa norte del país y para Haití. Algunas horas más tarde, se emitió una advertencia de huracán para toda la costa dominicana, mientras se extendían los avisos de vigilancia a las islas del sureste de las Bahamas y las islas Turcas y Caicos. A medida que se iba ajustando la trayectoria de Irene, se elevaron las advertencias y se extendieron a las Bahamas centrales.

### Estados Unidos
Con el desplazamiento de Irene pronosticado a lo largo de la costa este, se estimó que unos 65 millones de personas se encontraban en riesgo. Debido a esta amenaza, las autoridades nacionales, así como otras autoridades de orden menor —especialmente de zonas portuarias, industrias, refinerías de petróleo y plantas nucleares— se dispusieron a activar planes de emergencia, mientras que los residentes en las áreas vulnerables procedían a aprovisionarse de comida y a asegurar sus hogares, vehículos y embarcaciones. Se declaró el estado de emergencia y se dieron advertencias de huracán en la parte norte de la costa atlántica, incluyendo Carolina del Norte, Virginia, Maryland, Delaware, Pensilvania, Nueva Jersey, Nueva York, Connecticut,Rhode Islandy Massachusetts. Cientos de personas evacuaron las zonas costeras y se prepararon cientos de albergues antes de la llegada de Irene. Muchas estaciones de servicio reportaron desabastecimiento debido a los preparativos para el huracán. Además, se suspendieron diversos eventos deportivos: seis partidos de las Grandes Ligas y uno de la National Football League, se redujo un torneo de golf y se pospusieron tres partidos de la Major League Soccer.

#### Región del Atlántico Medio
El 23 de agosto se anunció una evacuación obligatoria para la isla Ocracoke y el condado de Hyde en Carolina del Norte, mientras que la FEMA se movilizaba en los condados de Charleston y Dorchester en Carolina del Sur. El 25 de agosto se emitieron avisos y advertencias de huracán y tormenta tropical junto con una evacuación obligatoria para todos los turistas en el condado de Dare, Carolina del Norte. Ese mismo día, la gobernadora Beverly Eaves Perdue declaró el estado de emergencia para todo el estado de Carolina del Norte y solicitó al Presidente Obama que declarara la emergencia federal. En la Base Aérea Seymour Johnson se hicieron planes para trasladar las aeronaves hacia la Base Aérea de Barksdale, en Luisiana. A partir de las 13:00 (hora local), se efectuó la evacuación obligatoria de visitantes y residentes del condado de Carteret en el mismo estado. En dicho condado, se organizaron refugios en cuatro escuelas públicas, mientras que los habitantes de Bogue comenzaron la evacuación a las 6:00 hrs. del día siguiente. Además, se ordenó a los turistas del condado de Currituck que se movieran a tierra firme. La empresa generadora y distribuidora de electricidad Progress Energy anunció el 26 de agosto que dispondría de 800 operarios adicionales y 250 cortadores de árboles para afrontar las secuelas del huracán Irene. Al detectarse confluencia atmosférica en los niveles bajos en la zona de las bandas externas de Irene, se emitió una advertencia de tornado desde el sector nornoroeste del cabo Hatteras hasta el suroeste de Wilmington, en Carolina del Norte.
El gobernador de Virginia, Robert McDonnell, declaró el estado de emergencia como preparativo para los efectos de Irene a lo largo de la costa del estado. Docenas de embarcaciones en los astilleros de Norfolk y Newport News se evacuaban el 25 de agosto, incluyendo los portaaviones Enterprise, Dwight D. Eisenhower, Harry S. Truman y Theodore Roosevelt, y la Marina de Estados Unidos ordenaba a sus navíos dejar dichos puertos. Las autoridades de las ciudades de Norfolk, Virginia Beach, Newport News, Hampton y Portsmouth emitieron avisos de evacuaciones voluntarias y obligatorias para las áreas bajas del litoral. La ciudad de Poquoson ordenó la evacuación obligatoria de todos sus 12.000 habitantes. En la mayoría de las ciudades de la zona se prepararon albergues de tormenta y las autoridades dispusieron también de las escuelas para dar refugio a los evacuados.
Martin O'Malley, gobernador del estado de Maryland, declaró el estado de emergencia el 25 de agosto. En la localidad de Ocean City, se inició la primera fase de su plan de emergencia ese mismo día, con evacuaciones obligatorias parciales. Algunas horas más tarde, se comenzó la tercera fase, que extendió la evacuación a todos los habitantes, con el requerimiento de que la ciudad estuviese completamente evacuada para las 17:00 hrs. del 26 de agosto. En la Universidad de Salisbury se anunció el cierre del campus por el fin de semana. El 26 de agosto, los condados de Dorchester y Wicomico declararon el estado de emergencia. Ciertas áreas del condado de Somerset y Wicomico quedaron sujetas a evacuación obligatoria, así como todas las casas móviles de este último. Se dispusieron refugios públicos en dichos condados, así como en el de Worcester.
En Washington, capital del país, la empresa ferroviaria Amtrak canceló los servicios de Union Station hacia el sur, para el viernes 26. Maersk Line también modificó sus horarios para sobrellevar los efectos de Irene. Se pronosticó la llegada de Irene para el 28 de agosto, lo que coincidía con la ceremonia de inauguración del Monumento Conmemorativo de Martin Luther King, Jr., que fue finalmente pospuesta. Antes de la llegada del ciclón, se prepararon miles de bolsas de arena para ser colocadas en las estaciones del Metro de Washington.

En Delaware, el gobernador Jack Markell ordenó a los turistas evacuar las playas del estado. Además, declaró el estado de emergencia y dispuso la preparación de refugios en todo el estado. El ferry de la Bahía de Delaware suspendió los servicios ante la amenaza de Irene.
 A efectos de agilizar la evacuación, se suspendieron los peajes en la ruta estatal N.º 1 y se suspendieron los servicios de tránsito los días 27 y 28, mientras que los puentes sobre varios canales de navegación se cerraron debido a los intensos vientos. También se emitió un aviso de tornado para Delaware el día 27.

#### Región del Noreste
Después de meses de condiciones lluviosas, muchas áreas del este de Pensilvania se encontraban saturadas de agua al momento de la llegada de Irene. Se hicieron efectivos avisos de inundaciones repentinas en las principales ciudades del estado, incluyendo Filadelfia y Harrisburg. El alcalde de Filadelfia, Michael Nutter, declaró que podría llegar a haber devastación severa en la ciudad y su zona circundante. Entretanto, el gobernador Tom Corbett declaraba el estado de emergencia para la ciudad. La autoridad de transporte del sureste del estado optó por detener los servicios de transporte a partir de la medianoche del 28 de agosto. El 26 de agosto, el alcalde anunció que no habría evacuaciones obligatorias, pero instó a los habitantes a ser prudentes y autoevacuarse si las condiciones lo ameritaran. Las autoridades prepararon tres grandes albergues capaces de refugiar hasta 6.000 personas. La refinería Marcus Hook de la empresa Sunoco redujo su producción preventivamente en un 25 %.

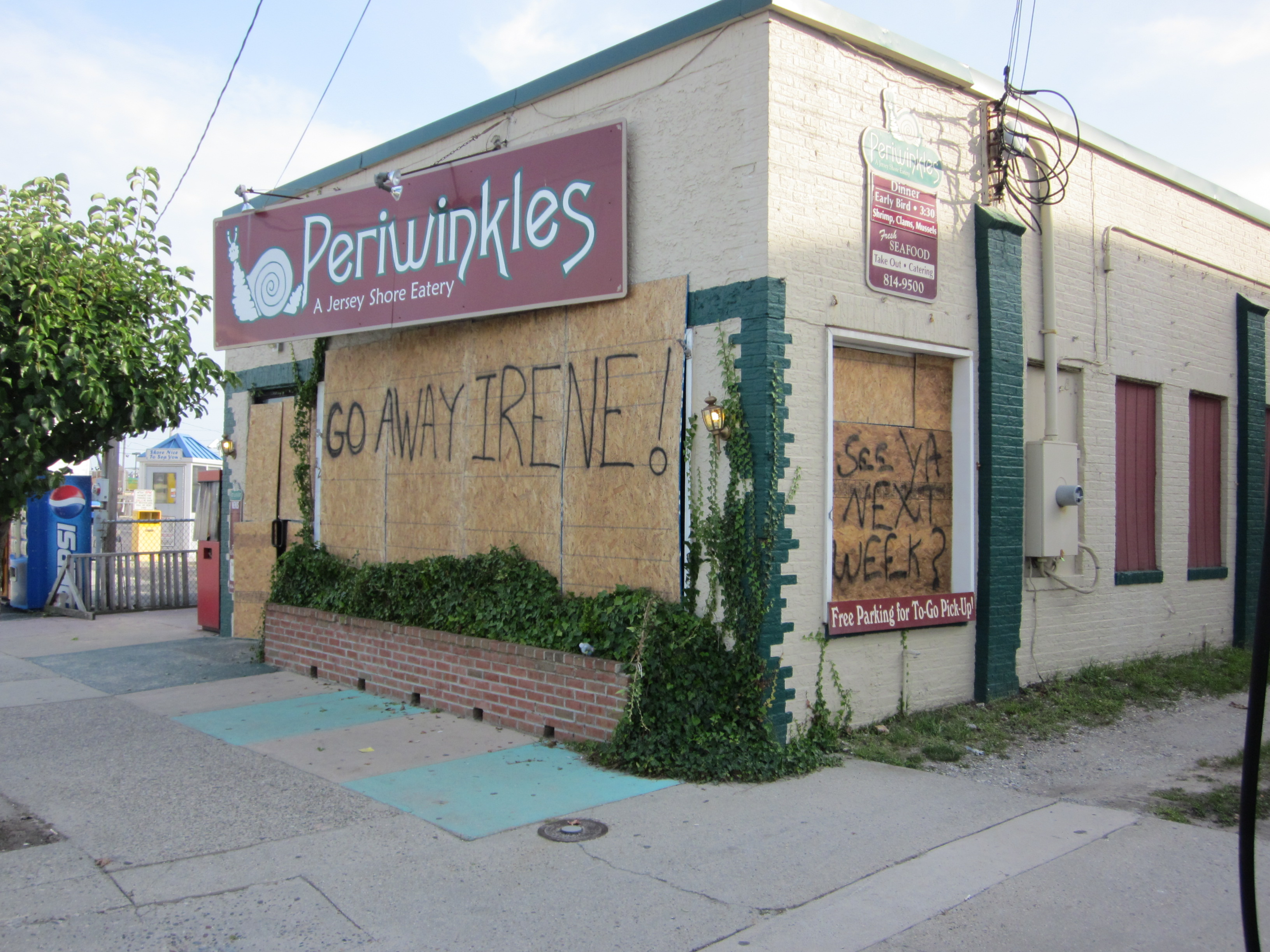
Un restaurante con sus ventanas protegidas ante la llegada de Irene en Ocean City, Nueva Jersey.

En Nueva Jersey, el gobernador Chris Christie declaró el estado de emergencia el 25 de agosto, luego confirmado por el presidente Obama el 27. Las compañías de transporte del estado suspendieron los servicios por tres días a partir del 27 de agosto. Ese mismo día la Autoridad Portuaria de Nueva York y Nueva Jersey suspendieron todos los vuelos entrantes a los cinco aeropuertos bajo su jurisdicción y en el sistema de transporte rápido de la Autoridad Portuaria Trans-Hudson. La empresa de servicios de gas y electricidad PSE&G reforzó el número de trabajadores en caso de tener que atender cortes de energía.
En el condado de Cape May, se ordenaron evacuaciones obligatorias el 25 de agosto, de carácter inmediato para los turistas y, a partir del día siguiente, para los residentes locales. Para todas las comunidades de la costa del condado de Atlantic al este de la ruta estatal N.º 9, incluyendo las ciudades de Brigantine, Ventnor City, Margate City y Longport, se dispuso una evacuación voluntaria, que al día siguiente se transformó en obligatoria. Todos los casinos de Atlantic City cerraron el 26 de agosto, mientras se disponía la primera evacuación obligatoria en la historia de la ciudad; la ciudad solo fue evacuada parcialmente a causa del huracán Gloria en 1985. Asimismo, en el condado de Ocean, la isla barrera de Long Beach y la península de Barnegat fueron igualmente evacuadas. Se suspendió el cobro de peajes en varios tramos de rutas para acelerar la evacuación. Además, el tráfico hacia las zonas evacuadas fue restringido. Los meteorólogos declararon que existía una alta posibilidad de lluvias de hasta 410 mm en algunas localidades. Las compuertas del río Ramapo fueron abiertas en un intento de reducir las inundaciones asociadas al desborde del río.
En la ciudad de Nueva York, el alcalde Michael Bloom evaluaba las posibilidades de evacuar las zonas más bajas de la ciudad. El 25 de agosto anunció que la ciudad se alistaba para crear lo que llamó "un enorme sistema de albergues" para los residentes sin acceso a terrenos más elevados. Por su parte, el gobernador del estado, Andrew Cuomo, solicitó a la oficina estatal de manejo de emergencias que se prepararan para que Irene tocara tierra en su estado o para recibir un impacto directo del huracán.

## Impacto

### Antillas Menores
Al pasar por las islas Vírgenes Británicas, Irene trajo vientos arrachados e intensas lluvias sobre el territorio. Sin embargo, el daño resultante fue mínimo. La tormenta eléctrica intensa en la isla Necker causó un gran incendio en una mansión privada, cuyos ocupantes, entre los que se incluían la actriz británica Kate Winslet, pudieron abandonar sin mayores contratiempos. Antes de la llegada de la tormenta, las autoridades de las islas cerraron preventivamente los puertos y aeropuertos locales y dispusieron de albergues públicos. Irene bordeó la isla de Saint Croix como una intensa tormenta tropical, aunque en la isla se registraron vientos relativamente moderados asociados al centro del ciclón. Hacia el norte, en Saint Thomas, las condiciones empeoraban; vientos con fuerza de temporal (>60 km/h) barrían la isla con una ráfaga de 110 km/h registrada a las 21:20 UTC. Además, se registraron condiciones inclementes en todo el archipiélago, así como numerosos cortes de energía eléctrica.

### Puerto Rico

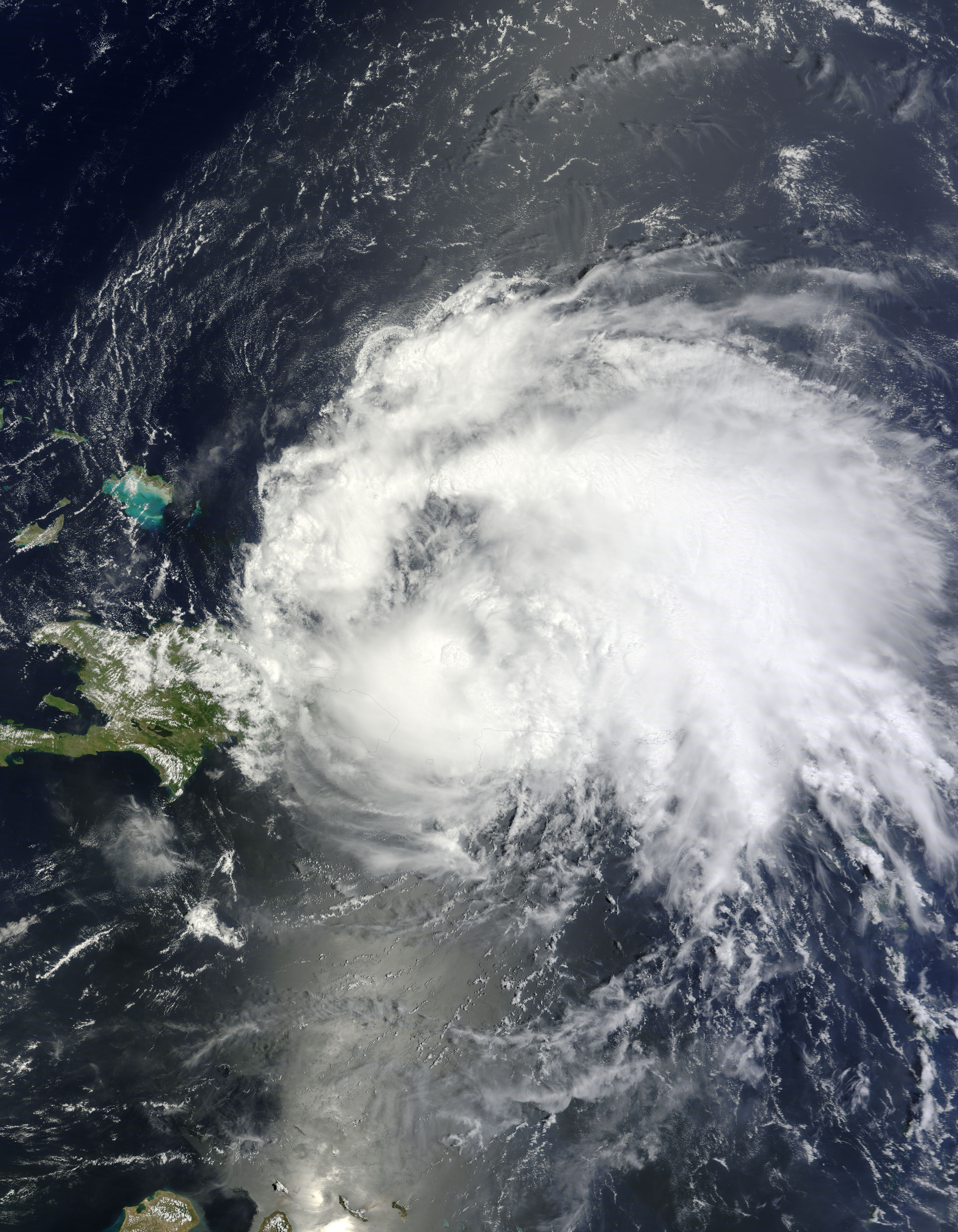
Imagen de la cobertura nubosa de Irene cubriendo parte de la República Dominicana y todo Puerto Rico.

A lo largo y ancho de Puerto Rico, las lluvias intensas causaron daños de consideración en varias carreteras, mientras los vientos huracanados derribaban numerosos árboles y postes de servicio, dejando a más de 1 millón de habitantes sin energía eléctrica, según la Autoridad de Energía Eléctrica (AEE). Asimismo, unos 121,000 clientes del servicio de agua potable quedaron sin servicio en plena tormenta, mientras que al menos 771 personas se desplazaron a los refugios. En los lugares más elevados, los vientos se estimaron en 178 km/h, según datos de radar, y varios ríos se desbordaron a causa de las intensas precipitaciones. En las primeras horas del 22 de agosto, el aeropuerto Luis Muñoz Marín de San Juan registró la caída de 72,39 mm de lluvia en un período de 24 horas y vientos que alcanzaron los 66 km/h en dicha ubicación. El sector agrícola también sufrió pérdidas debido a la tormenta, en particular cerca del lugar donde Irene tocó tierra. Los intensos vientos arrancaron cultivos, y numerosas plantaciones de bananos y cafetos padecieron daños menores. Las más afectadas fueron las plantaciones cercanas a las localidades de Yabucoa y Maunabo, donde las severas inundaciones arruinaron una gran cantidad de bananos.
Aunque Irene se movió hacia tierra en la costa sur, solo se vio daño limitado en la región. En Arroyo, un vecindario quedó parcialmente aislado cuando un muro de sostén colapsó. En total, se reportaron daños en infraestructuras y propiedades por 2 millones USD (2011). En Ponce se registraron lluvias y vientos relativamente leves, aunque un deslizamiento de lodo bloqueó brevemente una carretera cercana. La consecuente saturación del suelo originó múltiples deslizamientos de tierra que afectaron varias carreteras en las inmediaciones de Jayuya, donde las paredes de un hogar se derrumbaron por las lluvias. Además, una autopista local se vio bloqueada por árboles derribados y al menos 47 personas fueron alojadas en refugios de tormenta. En San Sebastián, un electricista que reparaba líneas cortadas sufrió heridas al caer en un barranco. Hacia el norte de allí, vientos más intensos azotaron los municipios de Rincón y Aguadilla, donde se urgió a unos 80 residentes a evacuar sus hogares hacia los refugios.
En las inmediaciones de isla Culebra, se reportó el hundimiento de un velero antes de la llegada del ojo de Irene a la isla de Puerto Rico. Vientos con intensidad de temporal destrozaron residencias y un total de 46 personas buscaron refugio en albergues. En la isla de Vieques se registraron vientos de 85 km/h con ráfagas huracanadas de 115 km/h. Se registraron algunos cortes de los servicios eléctricos y telefónicos, y el aeropuerto local detuvo sus operaciones. El presidente Barack Obama declaró el estado de emergencia para Puerto Rico, para permitir al Gobierno contribuir con ayuda financiera federal.

### República Dominicana
Irene bordeó la costa norte de la República Dominicana y produjo vientos con intensidad de temporal y lluvias prolongadas. Desplazó a unas 31.900 personas y dejó al menos 85 comunidades aisladas. La marejada ciclónica que arrastraba la tormenta afectó a unos 200 hogares y ocasionó evacuaciones en esa parte de la costa. Los vientos más intensos ocurrieron en Cibao, donde numerosos árboles y postes fueron derribados. Las múltiples inundaciones por desborde de ríos afectaron casas y carreteras. El suelo saturado de agua generó varios deslizamientos de tierra, lo que causó dificultades adicionales. A pesar de su distancia, Irene produjo lluvia intensa en sectores del sur del país, los que tuvieron efectos secundarios. Las inundaciones resultantes de la lluvia junto con el desbordamiento de dos ríos arrasaron gran parte de San Cristóbal, donde, además, un puente colapsó por las aguas desbordadas y se registraron dos víctimas mortales. Otra persona perdió la vida en Cambita Garabitos, donde además se registraron seis desaparecidas. En la provincia de La Altagracia también se reportaron lluvias muy intensas, con una víctima mortal y cientos de evacuados, principalmente como resultado de ríos que salieron de su cauce, que también afectaron algunas zonas de producción agrícola. De acuerdo a informes preliminares, Irene afectó en total a unos 2.300 hogares, entre los que se cuentan unas 16 casas que fueron totalmente destruidas.

### Haití
En Haití, unas 500 personas tuvieron que ser evacuadas debido a las inundaciones causadas por Irene. En todo el país se registraron copiosas precipitaciones que arruinaron la ya empobrecida infraestructura de la nación, y se registraron cortes de carreteras y puentes, con numerosas comunidades aisladas. La ONU anunció en Ginebra (Suiza) el envío de ayuda adicional al país, donde ya se encontraban activas varias operaciones de emergencia. Portavoces del Programa Mundial de Alimentos (PMA) enviaron alimentos a las zonas remotas del norte de Haití, una de las regiones más afectadas por Irene.

### Islas Turcas y Caicos
Irene pasó por el Territorio Británico de Ultramar de las islas Turcas y Caicos como un huracán de categoría 1 en la escala de Saffir-Simpson. Los intensos vientos provocados por el ciclón destrozaron techos y líneas eléctricas por todo el territorio. En Cockburn Town se reportaron apagones, así como en muchos otros puntos de la isla Gran Turca.

### Las Bahamas
Ya como huracán mayor, Irene marchó a través de las Bahamas, donde su ojo tocó tierra en varias islas. Los vientos extremos dañaron al menos unas 40 casas en la isla Mayaguana, mientras que varias decenas de hogares fueron también arrasados en la isla Acklins. En esta última, la tormenta presuntamente borró del mapa un 90 % de la localidad de Lovely Bey. En la isla Crooked, donde se reportó la destrucción del techo y las ventanas de una escuela, se registraron ráfagas hasta de 159 km/h. Allí, una iglesia local se derrumbó parcialmente debido a la intensa tormenta. En las islas de Nueva Providencia y Gran Bahama solo hubo daño limitado, donde la actividad de negocios volvió a la normalidad poco después. A pesar de su intensidad devastadora, Irene no dejó víctimas mortales en el archipiélago.

### Cuba
Olas de entre tres y cuatro metros de altura se avistaron en la ciudad de Gibara (provincia de Holguín), el miércoles 24 de agosto, cuando el ojo de Irene se ubicaba entre la isla Acklins y la isla de Crooked, en las Bahamas, justo a 270 km al noreste de la ciudad. El fuerte oleaje, combinado con la pleamar, causó una ligera inundación costera.

### Estados Unidos 9/11

#### Florida
Mientras Irene comenzaba a desplazarse el este de Florida, sus bandas lluviosas producían aguaceros y ráfagas intermitentes sobre las costas del sureste. La tormenta también produjo olas de hasta 4 m, mientras que en Boynton Beach el oleaje hirió a seis personas, de las cuales una quedó en estado crítico. En Lantana el mar sobrepasó los muros de contención y derribó una torre de salvavidas. Sin embargo, se reportó erosión de poca significancia en la costa. Tierra adentro, solo se registraron vientos relativamente moderados. En Lake Worth la ráfaga máxima alcanzó los 65 km/h. El aeropuerto de Palm Beach registraba vientos de no más de 50 km/h. Las lluvias fueron también leves en el área con registros en el mismo aeropuerto de 25 mm de lluvia y de 68 mm en el aeropuerto ejecutivo de Fort Lauderdale. Solo se registraron unos pocos apagones aislados en el sur de Florida.
Para obtener información oficial, véase
- El último aviso del Centro Nacional de Huracanes de Estados Unidos sobre el Huracán Irene.
- El último aviso del Centro Nacional de Huracanes de Estados Unidos sobre el Huracán Irene. (en inglés)

### Retiro del nombre
- Debido a las cuantiosas pérdidas causadas, el huracán Irene fue retirado de la lista III de nombres de Huracanes. Irma fue el nombre escogido para suplantarlo en la temporada del 2017. Sin embargo, el huracán Irma se retiró en 2017 y fue reemplazado por Idalia.